# Лезинський Михайло Леонідович
Лезинський Михайло Леонідович (5 квітня 1931, Одеса, СРСР — 16 липня 2014, Хайфа, Ізраїль) — російськомовний письменник України, поет, художник, автор понад сорока книг, опублікованих видавництвами України, Росії, Узбекистану, член спілки письменників Росії, України.

## Біографія
З 1934 по 1954 роки жив з батьками в Карелії в місті Сегежа, де його батько, Леонід Самойлович Лезинський, відбував заслання на будівництві Біломорсько-Балтійського каналу. Пізніше його перевели в карельський Сегежлаг і звільнили від конвою, після чого до нього в Сегежу переїхала вся сім'я: дружина, дочка Валя і син Михайло.
У 1941 році батько пішов добровольцем на фронт, потрапив у штрафний полк і в листопаді 1942 року загинув під Смоленськом . Про свого батька (в творах виведений під прізвищем Кучаєв) Михайло Леонідович написав дві книги: «Шляхами війни» (видавництво «Веселка») і «Рядові воєнного дитинства» (видавництво «Таврія»). За словами самого письменника, Кучаєв — псевдонім його батька часів Громадянської війни.
Закінчивши ремісниче училище і відслуживши у Червоній Армії три з половиною роки, Михайло Леонідович відправився в Севастополь, де працював електриком. У той же час Лезинський підробляв кореспондентом у місцевій газеті.
Перше його оповідання «Вічний вогонь» було надруковане в газеті «Слава Севастополя», звучало зі сцени Кремлівського Палацу з'їздів. Деякий час по тому письменник став дипломантом премії імені Льва Толстого. У Севастополі були опубліковані його книги «Над Форосом безхмарне небо», «Світло землі обітованої», «Вони запалюють вогні», розповіді «Про місто моє і про друзів-товаришів». Книжка «Син бомбардира» присвячена підлітку-герою Кримської війни Миколі Піщенку.
Після розпаду СРСР — публікувався в журналах Якутії, Сибіру, Казахстану.
У 1996 році з Севастополя репатріювався в Ізраїль, де продовжував друкуватися.
Пішов з життя в липні 2014 року. Причиною цього став другий інфаркт.